# Paracryphiaceae
Paracryphiaceae is een botanische naam, voor een familie van tweezaadlobbige planten. Een familie onder deze naam wordt met een zekere regelmaat erkend door systemen van plantentaxonomie, al is er nooit overeenstemming geweest over de plaatsing van de familie. Ook door het APG-systeem (1998) en APG II-systeem (2003) wordt deze familie erkend.
Het gaat veelal om een heel kleine familie van één soort (of misschien twee soorten), die voorkomt in Nieuw-Caledonië. Bij de APWebsite [12 augustus 2009] is de familie wat groter; verder wordt de familie hier ingedeeld bij een eigen orde (Paracryphiales).
In het Cronquist-systeem (1981) werd de familie ingedeeld in de orde Theales.